# Verteuil-d'Agenais
Verteuil-d'Agenais è un comune francese di 546 abitanti situato nel dipartimento del Lot e Garonna nella regione della Nuova Aquitania.

## Società

### Evoluzione demografica
Abitanti censiti